# 戴琼海
戴琼海（1964年12月26日—），男，上海人，中国自动控制学家，中国工程院院士，清华大学自动化系教授，2009年教育部长江学者特聘教授。

## 生平
1987年，于陕西师范大学取得学士学位。1994年，于东北大学获得硕士学位。1996年，于东北大学获得博士学位。博士期间所在实验室为东北大学流程工业综合自动化国家重点实验室，博士导师为柴天佑院士。2017年，当选中国工程院院士。